# Aeroport de Cabinda
L'aeroport de Cabinda (codi IATA: CAB, codi OACI: FNCA) és un aeroport que serveix Cabinda, una ciutat de la província de Cabinda, un exclavament d'Angola.
El VOR-DME de Cabinda (Ident: VCA) es troba a 1,5 milles nàutiques al sud de la pista.

## Aerolínies i destinacions
| Aerolínies           | Destinacions |
| -------------------- | ------------ |
| SonAir               | Luanda       |
| TAAG Angola Airlines | Luanda       |